# Barbatula sawadai
Barbatula sawadai är en fiskart som först beskrevs av Prokofiev 2007.  Barbatula sawadai ingår i släktet Barbatula och familjen grönlingsfiskar. Inga underarter finns listade.